# 杨应朝
杨应朝（1919年—2020年10月29日），海南省文昌县潭牛镇美孝村人，中华人民共和国政治人物。

## 生平
1938年，加入中国共产党。抗日战争时期，历任中共文昌县振西区委广南支部书记，文昌县第五区潭牛乡党总支书记，文昌县第五区民运部长、组织部长、区委书记等职。第二次国共内战期间，历任中共文南县委民运部长、组织部长。1948年2月，文昌县分成文南县、文北县。王赤光担任文南县委书记，后1949年6月调任，杨应朝接任。中华人民共和国成立后，文南县、文北县再次合并为文昌县，他担任中共文昌县委副副书记兼组织部长。1953年12月至1954年6月，担任定安县人民政府县长。1954年，受越南民主共和国邀请，出任土改顾问。1955年回国，担任广东省人民检察院检察员。1961年5月，昌江县从东方县划出，他出任县委书记（至1966年6月）。1961年5月至1966年6月，担任昌江县人武部第一政委。之后担任海南黎族苗族自治州农村部长，海南区纪检会副组长、副书记等职。1983年离休。2020年10月29日在海口逝世，享年102岁。